# Alfa kanál

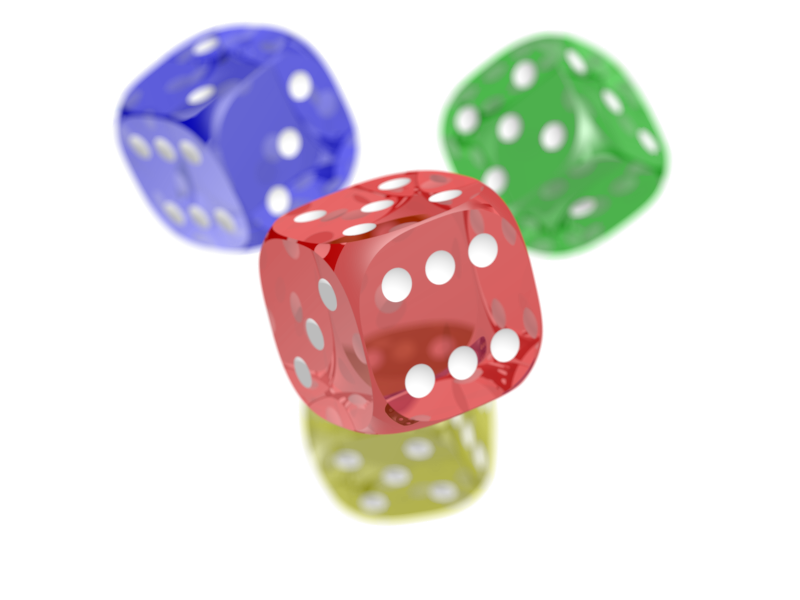
PNG obrázek průhledných objektů na bílém pozadí pomocí alfa kanálu

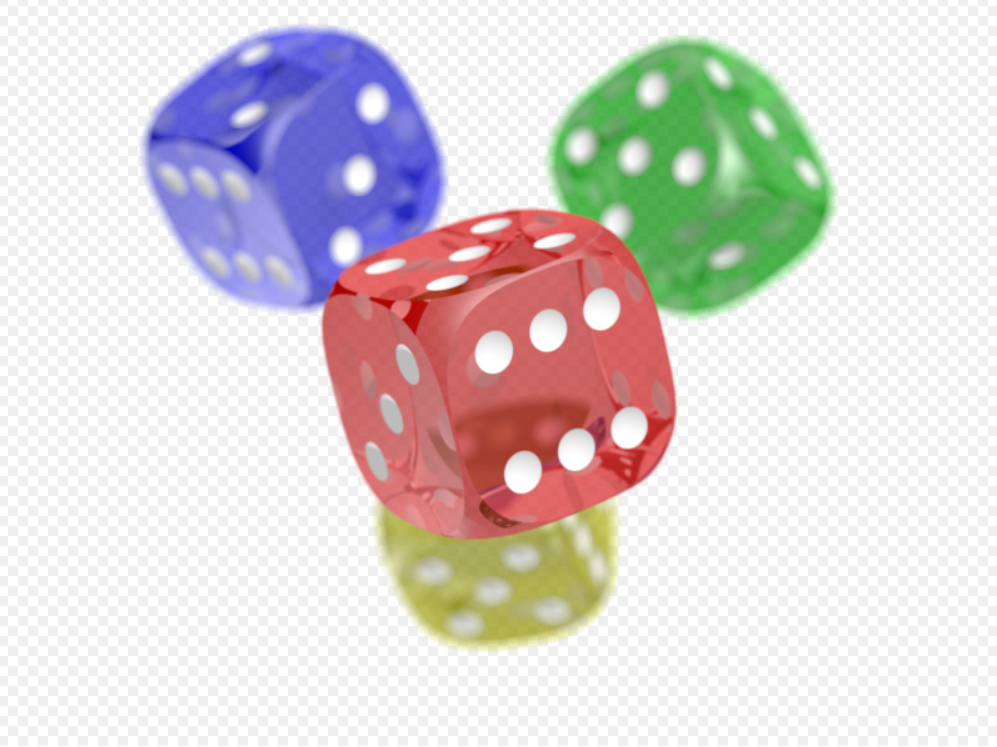
PNG obrázek průhledných objektů na šachovnicovém pozadí pomocí alfa kanálu

Alfa kanál (angl. alpha channel nebo alpha transparency channel) je složka pixelu udávající hodnotu průhlednosti tohoto pixelu. Typickým příkladem je barevný model RGBA, kde mimo barevných složek R (červená), G (zelená) a B (modrá) je složka A nesoucí informaci o průhlednosti. Průhlednost pixelu znamená, že pokud bitmapový obrázek s definovanou průhledností překrývá jiný obrázek, původní obrázek na pozadí bude zobrazen v daném bodě pixelu s intenzitou danou průhledností pixelu obrázku na popředí.
Bitové rozlišení alfa kanálu může být jen 1 bit, potom hovoříme o masce průhlednosti – pixel je buď 100% průhledný nebo neprůhledný. Jednobitová průhlednost může být použita například v obrázku ve formátu GIF. Pro vyšší bitové rozlišení lze již spočíst průhlednost pixelu, nejčastější bitové rozlišení je 8 bitů (model RGBA) a lze definovat 28 (= 256) úrovní průhlednosti pixelu.
Pro zpracování obrazu s průhledností nemusí být alfa kanál součástí bitmapového obrázku, ale může být jako samostatná bitmapa. Potom hovoříme o bitmapové masce obrázku.
Nejtypičtějším příkladem bitmapy s průhledností je obrázek použitý jako ukazatel polohy na obrazovce počítače (kurzor). Alfa kanál používá například grafický formát PNG.